# Más de mi alma
Más de mi alma es el título del cuarto álbum de estudio en solitario grabado por el cantautor mexicano Marco Antonio Solís, Fue lanzado al mercado por la empresa discográfica Fonovisa el 29 de mayo de 2001. El álbum Más de mi alma fue dirigido y producido nuevamente por Bebu Silvetti, quien ya trabajó en el álbum anterior del artista Trozos de mi alma (1999). Este álbum se convirtió en su segundo Top Latin Albums y recibió una nominación al Premio Grammy latino al mejor álbum Pop Vocal en los Premios Grammy latino de 2002. La Balada romántica Cuando te acuerdes de mí fue el tema principal de la telenovela mexicana Salomé (2001-2002), bajo la producción de Juan Osorio. El álbum recibió una nominación al Premio Lo Nuestro en el año 2002 cómo la categoría del mejor álbum pop del año.

## Lista de canciones
Todas las canciones son escritas y compuestas por Marco Antonio Solís.

| Más de mi alma |                             |                     |          |  |
| N.º            | Título                      | Escritor(es)        | Duración |  |
| 1.             | «Cuando te acuerdes de mí»  | Marco Antonio Solís | 4:42     |  |
| 2.             | «O me voy o te vas»         | Marco Antonio Solís | 4:49     |  |
| 3.             | «En desventaja»             | Marco Antonio Solís | 3:21     |  |
| 4.             | «Resignación»               | Marco Antonio Solís | 3:47     |  |
| 5.             | «Boca de ángel»             | Marco Antonio Solís | 4:02     |  |
| 6.             | «Tú hombre perfecto»        | Marco Antonio Solís | 4:23     |  |
| 7.             | «Fue mejor así»             | Marco Antonio Solís | 3:58     |  |
| 8.             | «Se qué me va a dejar»      | Marco Antonio Solís | 4:20     |  |
| 9.             | «Mujeres solitas»           | Marco Antonio Solís | 3:24     |  |
| 10.            | «Dónde estará mi primavera» | Marco Antonio Solís | 4:17     |  |

## Créditos y personal
- Producido por: Bebu Silvetti.
- Arreglos y dirección: Bebu Silvetti.
- Richard Bravo: Percusión
- John Coulter: Diseño gráfico
- Benny Faccone: Ingeniero
- Julio Hernández: Bajo
- Orlando Hernández: Batería
- Bárbara Larrinaga: Coros
- Tete Mora-Arriaga: Coros
- Manny López: Guitarra, Mandolina
- Dorothy Low: Fotografías
- Alfredo Matheus: Ingeniero, Mezcla
- Boris Milán: Edición digital
- Steve Orchard: Ingeniero
- Tony Rambo: Ingeniero
- Darran Luke: Ingeniero asistente
- London Metropolitan Orchestra: Cuerdas
- Johnathan Rees: Concert Master
- Eugenio Van Der Horst: Copista
- Judith Mora-Arriaga: Acordeón
- Bebu Silvetti: Piano, Sintetizadores
- Sylvia Silvetti: Coordinación de producción
- Andy Brown: Coordinación artística
- Marco Antonio Solís: Compositor, Vocals

## Ventas y certificaciones
| País           | Organismo certificador | Certificación | Ventas certificadas | Ref.  |
| -------------- | ---------------------- | ------------- | ------------------- | ----- |
| México         | AMPROFON               | Oro           | 300 000             | [ 3 ] |
| Estados Unidos | RIAA                   | Platino + oro | 500 000             | [ 4 ] |
| Argentina      | CAPIF                  | Oro           | 20 000              |       |

## Rendimiento del gráfico
| Listas (2001)                           | Máxima posición |
| --------------------------------------- | --------------- |
| U.S. Billboard Top Latin Albums         | 1               |
| U.S. Billboard Latin Pop Albums         | 1               |
| U.S. Billboard Top Independients Albums | 3               |
| U.S. Billboard 200                      | 104             |